# Giulio Andrea Belloni
Giulio Andrea Belloni (Roma, 1º febbraio 1902 – Perugia, 10 gennaio 1957) è stato un giurista e politico italiano.

## Biografia
Giulio si laureò in Giurisprudenza, con una tesi di diritto penale, con Enrico Ferri. Di formazione positivista, si avvicinò, anche per opera di Arcangelo Ghisleri, col quale ebbe continui rapporti, al pensiero mazziniano; militò nella federazione giovanile del Partito Repubblicano Italiano, della quale fu segretario nazionale nel 1924-25, dirigendo negli stessi anni L'Alba Repubblicana.
Dopo le leggi fasciste che abolivano la libertà di stampa, fu "ammonito", imprigionato e processato; gli fu preclusa la carriera universitaria e quella forense. Si dedicò allora agli studi di criminologia e antropologia, divenendo tra l'altro nel 1931 redattore e, dal 1942, condirettore del periodico La giustizia penale.
Dal 1931 al 1942 fu direttore tecnico di Criminalia e collaborò con riviste giuridiche europee e americane, occupandosi anche di storia del diritto penale. Studiò inoltre le origini e lo sviluppo del movimento repubblicano, in particolare Romagnosi, Cattaneo, Pisacane, Quadrio, Ghisleri, Colajanni e Antonio Pellegrini.
Nel secondo dopoguerra fu alla guida dell'ala sinistra del partito repubblicano assieme a Giuseppe Chiostergi, con cui condivise, insieme con Amedeo Sommovigo, la segreteria del partito nel 1948.
Belloni fu, dunque, tra gli esponenti di spicco della sinistra repubblicana, che traeva il suo fondamento dalle opere e dal pensiero di Alfredo Bottai e che propugnava una interpretazione socialista del magistero mazziniano,
Alle elezioni politiche del 1948 fu eletto alla Camera dei deputati.
Nel 1955 scrisse la Dichiarazione di socialismo mazziniano sottoscritta da diversi politici italiani tra cui Giuseppe Chiostergi.